# 젯 해리스
젯 해리스(Jet Harris, MBE, 1939년 7월 6일 ~ 2011년 3월 18일)는 영국의 베이시스트이다. 더 섀도스의 초기 구성원으로 가장 유명하며, 1962년까지 베이스 기타를 맡아 활동했다. 더 섀도스에서 드럼 연주자로 함께했던 토니 미헌과 듀오로 활동하는 등, 이후에도 음악을 꾸준히 계속했다.

## 서훈
- 2010년 대영 제국 훈장 5등급(MBE) 수훈[1]